# Хитрово, Александр Савостьянович
Александр Савостьянович Хитрово (ум. 28 августа 1686) — русский военный и государственный деятель, стольник (1649), думный дворянин (1671), воевода в Свияжске и Терках. Сын воеводы Савостьяна Дементьевича Хитрово (ум. 1662). Брат Ивана Большого Хитрово.

## Биография
В 1649 году Александр Савостьянович Хитрово был пожалован в царские стольники с окладом в 550 четвертей и 25 рублей деньгами. Участник Русско-польской войны 1654—1667 годов. В 1654 году участвовал в первом походе русской армии под командованием царя Алексея Михайловича на Речь Посполитую, где был ранен под Смоленском. В 1663—1665 годах находился на воеводстве в Свияжске. В 1665—1667 годах А. С. Хитрово находился при царском дворе в Москве.
В 1669 году был назначен товарищем (заместителем) боярина Богдана Матвеевича Хитрово, управлявшего приказом Большого дворца и Оружейной палатой. В 1671 году Александр Хитрово был пожалован в думные дворяне. Находясь при царском дворе, Александр Хитрово часто заменял Богдана Матвеевича Хитрово, находился при приезавших в столицу иностранных послах и сопровождал царя Алексея Михайловича в поездках на богомолья.
30 января 1676 года после смерти царя Алексея Михайловича Александр Савостьянович Хитрово вместе с другими вельможами принёс присягу на верность новому царю Фёдору Алексеевичу. А. С. Хитрово был назначен организатором церемонии венчания Фёдора Алексеевича на царство и в том же 1676 году был пожалован в окольничие. В 1680 году попал в царскую опалу и сослан на воеводство в Терки.
В августе 1686 года окольничий Александр Савостьянович Хитрово скончался в Москве и был похоронен в Перемышльском Лютиковом монастыре. Его обширные имения, включавшие среди прочих село Сергиевское (ныне г. Плавск), унаследовала внучка Анна, выданная замуж за Павла Ягужинского, одного из сподвижников Петра I.